# Антонівка (Молдова)
Антонівка, Антонеука (рум. Antoneuca) — село у Дрокійському районі Молдови. Утворює окрему комуну.

## Населення
За даними перепису населення 2004 року у селі проживали 479 осіб.
Національний склад населення села:
| Національність       | Кількість осіб | Відсоток   |
| -------------------- | -------------- | ---------- |
| молдавани румуни     | 470 4          | 98,1% 0,8% |
| українці             | 3              | 0,6%       |
| росіяни              | 1              | 0,2%       |
| інша / без відповіді | 1              | 0,2%       |
| Всього               | 479            | 100%       |